# Теклине (Черкаський район)
Те́клине — село в Україні, у Черкаському районі Черкаської області, у складі Балаклеївської сільської громади. У селі мешкає 605 людей.
У минулому слобода Теклине.[джерело?] Через село протікає річка Медянка, у яку впадає Балка Сірий Острів.
У селі зберігся чинний вітряний млин збудований 1908 р. Його обриси видно із траси Сміла-Городище на краю села Теклине зі сторони села Орловець. Це єдиний вітряний млин, що зберігся у Смілянському районі. Він належить до стовпового (німецького) типу, має триярусну конструкцію з чотирикрилим вітряним приводом, пристосованим «під парус». Це єдиний в області чинний вітряний млин із такою конструкцією крила. Також у ньому використано унікальні модернізовані варіанти млинового механізму: литі малі триби на веретені та валу.[джерело?]

## Населення

### Мовний склад
Рідна мова населення за даними перепису 2001 року:
| Мова       | Чисельність, осіб | Доля     |
| ---------- | ----------------- | -------- |
| Українська | 591               | 97,69 %  |
| Російська  | 11                | 1,82 %   |
| Інше       | 3                 | 0,49 %   |
| Разом      | 605               | 100,00 % |

## Галерея

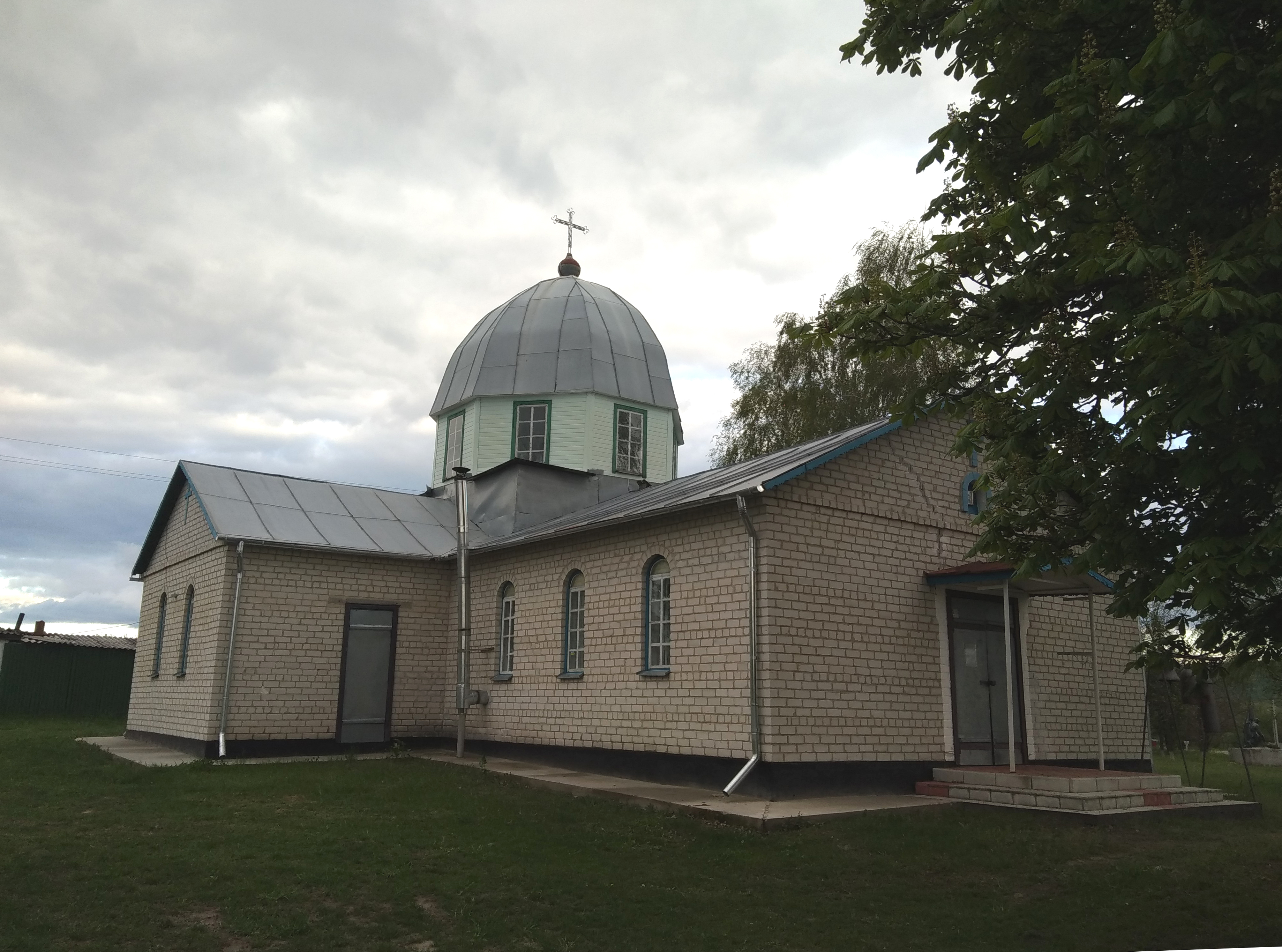
Церква у селі біля цвинтаря
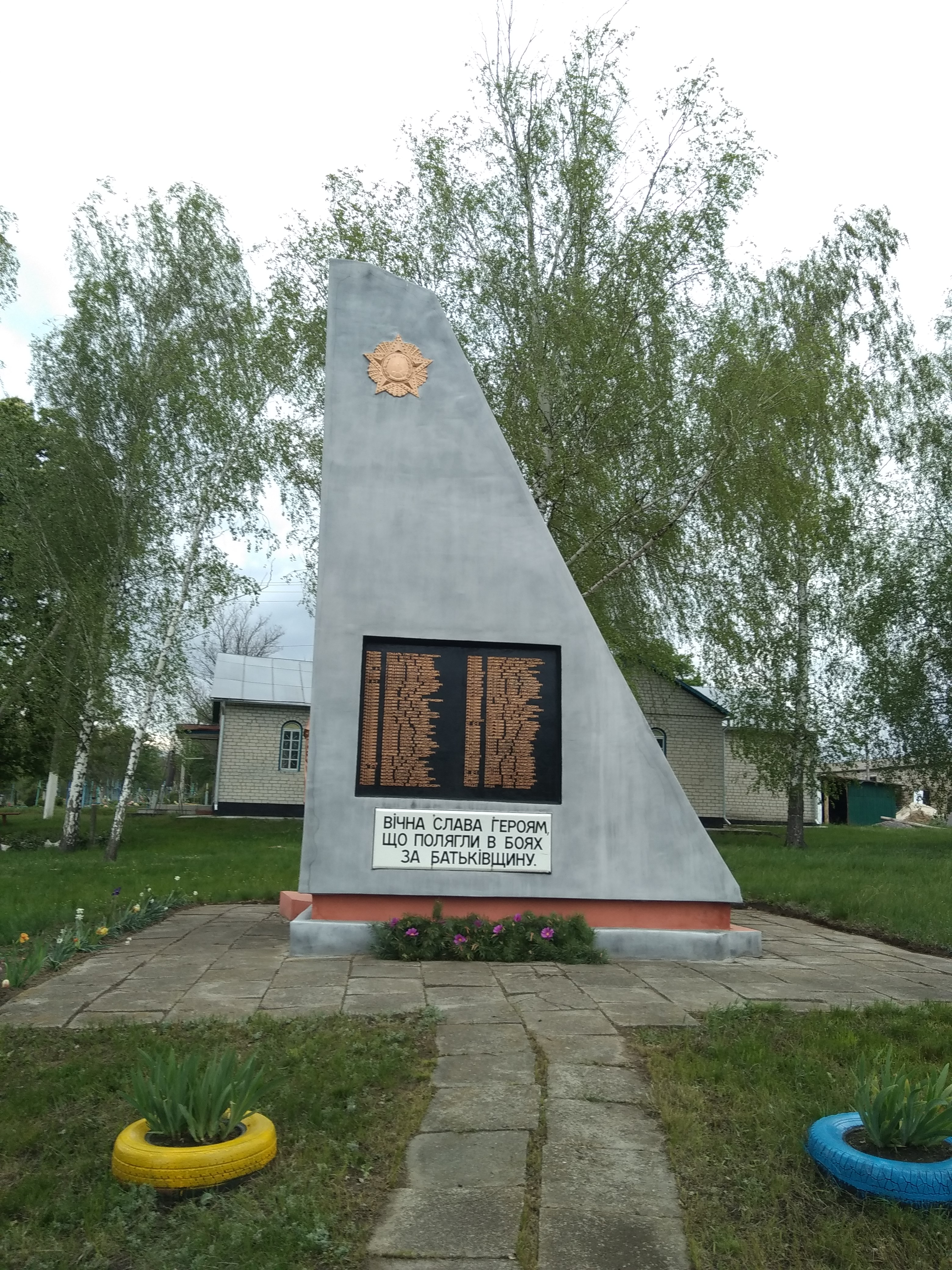
Пам'ятник воїнам-односельцям
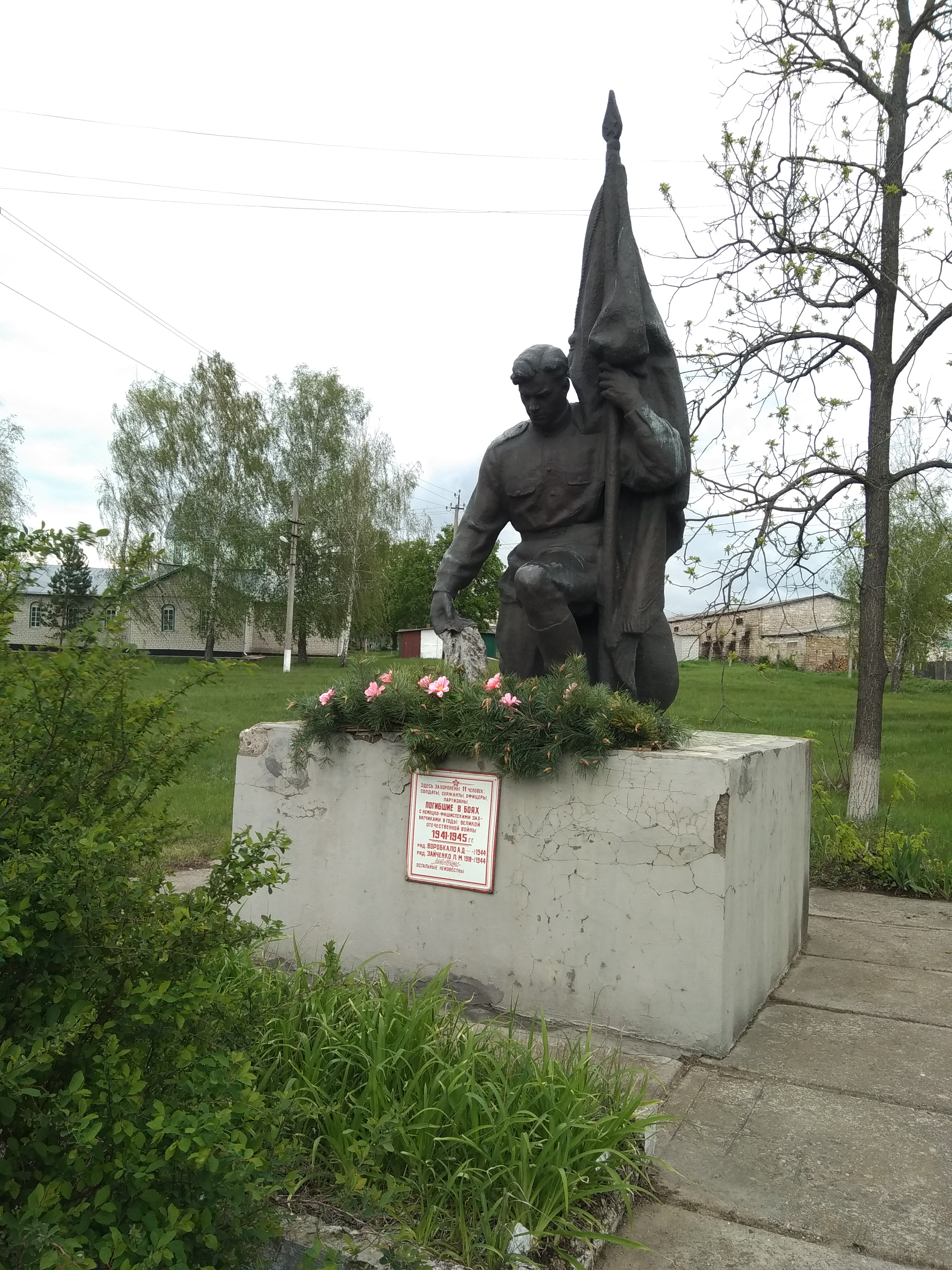
Братська могила воїнів, загиблих під час ІІ Світової війни